# زواج الأرواح الصيني
 في التراث الصيني، يعتبر زواج اللأرواح زواجا أحد طرفيه أو كلاهما متوفيان؛. تُمارس أشكال أخرى من زواج الأرواح في جميع أنحاء العالم، وبشكل خاص في فرنسا منذ عام 1959. إن أصول زواج الأرواح الصيني غير معروفة إلى حد كبير، ولكن لا يزال من الممكن العثور على تقارير عن ممارساته.

## أنواعه
جرت العادة بكون أن عائلة المتوفى هي من تحضر وتقيم زواج الأرواح الصيني لعدة أسباب، بما في ذلك زواج مخطوبين قبل وفاة أحدهما،  :29 وذلك لدمج الابنة الغير متزوجة في شجرة العائلة  :82 لضمان استمرار نسل الأسرة، :29 أولتفادي زواج الأخ الأصغر قبل أخيه الأكبر. :29

### الزواج من خطيب متوفى
ند وفاة خطيبها، يمكن للعروس أن تختار اكمال اجراءات العرس، حيث يمثل العريس ديك أبيض خلال الحفل.  :29 ولكن، كانت بعض النساء مترددة لأن هذا النوع من زواج الأرواح يحتم منها المشاركة في طقوس الجنازة، وعادات الحداد (بما في ذلك معايير صارمة للبس والسلوك)، اتخاذ نذر العزوبة، :29 وانتقالها للسكن مع عائلة زوجها المتوفى.  :91 من جهة أخرى، لدى العريس خيار الزواج من خطيبته المتوفاة دون التقيد بهاته القواعد، ولكن لا توجد هنالك سجلات لمثل هذه الأعراس. :29

### النساء وزواج الأرواح

#### ضمان نسل للمتوفاة
عندما يتعلق الأمر بعادات الموت، لا يوجد للمرأة الصينية غير المتزوجة أخلاف يعتنون بها ويتذكرونها كجزء من سلالتهم.  :127 في كل بيت، يتم عرض مذبح بشكل بارز مع الألواح الروحية لأسلاف الأب وصور الآلهة. ويتم حفظ لوح المرأة المتزوجة على مذبح عائلة زوجها. ولكن، في حالة وفاة امرأة غير متزوجة، يمنع على أسرتها وضع لوحها على مذبح منزلها الأصلي.  :83 بدلاً من ذلك، ستحصل على «لوح ورقي مؤقت، يوضع في زاوية بالقرب من الباب بدل المذبح». :83 وبالتالي، فإن الوالدين الصينيين في تزويج أبنائهم  :254 تصبح ذات أهمية متزايدة من أجل بناتهن. بما أن النساء قادرات على الحصول على الانتماء إلى سلالات النسب من خلال الزواج فقط،  :148 أصبح :148 زواج الأرواح حلاً مجديا لضمان انتساب النساء الغير متزوجات لخط ذرية النسب :82 حيث يمكن أن رعايتهن بشكل مناسب بعد الموت.
ومن بين عادات الموت الأخرى، يمنع وفاة الابنة غير المتزوجة في منزلها الأصلي. بدلاً من ذلك، يتم بناء معبد أو «بيت للموت»  :82 للمغازل، أو يمكن للعائلات أن تأخذ ابنتها إلى سقيفة، أو منزل فارغ، أو مباني بعيدة لتموت هناك. :82

#### نساء حية وغير متزوجة
لم تضع العادات الصينية المتعلقة بالموت عبئًا كبيرًا على الأسرة فحسب، بل جعلت الابنة غير المتزوجة مصدرًا للإحراج والقلق الشديدين. أشارت شارلوت إيكيلز في «وجهات نظر الوالدين حول أهمية الزواج» إلى أنه «من وجهة نظر تقليدية، تعتبر الفتيات اللاتي لم يتزوجن تهديدًا لجميع أفراد الأسرة ولا يُسمح لهن بمواصلة العيش في المنزل. حتى في هونغ كونغ المعاصرة، يُعتقد أن النساء غير المتزوجات يواجهن مشكلات نفسية. لأنه من المفترض ألا يظل أي شخص عادي غير متزوج طوعًا.»  :254 بالنسبة للفتيات اللائي يخترن البقاء عازبات، أصبح «زواج الأرواح البادر من العروس» «حركة مقاومة ناجحة ضد الزواج»  :92 والتي سمحت لهن بالبقاء عازبات مع الاستمرار في الاندماج إلى النسب. لكن، جاء ذلك مع بعض المفاهيم السلبية، التي لقبتها ب «الزواج الروحي الوهمي» أو أشارت إليها باسم «الزواج من لوح روحي»، كطريقة لتجنب الزواج. :92–93

### استمرار خط الأسرة
إذا مات ابن قبل الزواج، وجب على والديه ترتيب زواج أرواح لإعطائه ذرية نواصل وتحافظ على نسبه. «لا يتزوج الرجل في الصين قدر ما يقوم به لضمان مصلحته الخاصة ومنفعة الأسرة: أي مواصلة اسم العائلة؛ وتوفير أحفاد للاستمرار بعبادة الأجداد؛ وإعطاء زوجة ابنه لأمه انتظرها وكن بشكل عام بنت لها». في بعض الأحيان، يتم أخذ المرأة الحية كزوجة لرجل ميت، ولكن هذا نادر.  :29 احتفل الحفل نفسه بخصائص كل من الزواج والجنازة، بروح العروس المتوفاة التي يقودها وسيط أو كاهن، في حين يتم نقل جسدها من قبرها ليتم وضعه بجانب زوجها. :29